# 275. Division
Die 275. Division sind folgende militärische Einheiten auf Ebene der Division:

## Infanterie-Divisionen
- 275. Infanterie-Division (Wehrmacht)
- 275. Schützendivision (Sowjetunion), kämpfte zu Beginn des Deutsch-Sowjetischen Kriegs und wurde Ende 1942 im Nordkaukasus vernichtet. 1943 wieder aufgestellt nahm sie an der Operation Auguststurm teil und wurde Ende 1945 aufgelöst.